# Mexicaanse roodpootvogelspin
De Mexicaanse roodpootvogelspin (Brachypelma boehmei), niet te verwarren met de Mexicaanse roodknievogelspin, is een vogelspin die voornamelijk in Mexico en Belize leeft. Deze dieren komen uit een halfwoestijn en zijn gewend aan een eerder droog klimaat. Ze zijn, net als andere soorten uit het Brachypelma-geslacht, erg territoriaal ingesteld. Wanneer een indringer in dit territorium komt, zal de roodpootvogelspin de vreemde bezoeker eerst afschrikken door de gifkaken te laten zien. Als dit niet werkt, zal de soort zeker bijten.

## Uiterlijk
Het lijf (kopborststuk en achterlijf) kan tot maximaal 7 cm groot worden. Het achterlijf is voornamelijk zwart behaard, maar dit kan kaal worden als de spin gaat vervellen. Het kopschild is roodbruin van kleur. Opvallend zijn de poten, deze zijn oranje tot rood van kleur, met uitzondering van het femur en de tarsus, deze zijn zwart. De spanwijdte van de poten bij een volwassen spin bedraagt 15 à 18 centimeter.

## Voedsel
Qua voedsel is deze soort zeker niet kieskeurig: meelwormen, vliegen, krekels, libellen, kleine muizen, kleine vogels, kikkers en salamanders kunnen allemaal deel uitmaken van het menu.

## Gedrag
De Mexicaanse roodpootvogelspin wordt algemeen beschouwd als een erg rustige soort, maar kan wel behoorlijk venijnig uit de hoek komen, als men niet oplet. De spin kan niet goed zien, maar voelt vreemde en snelle bewegingen erg goed, zodat ze zeer snel een prooi kan verschalken.
De spin beweegt traag en kan bombarderen (het verspreiden van brandharen door met de achterpoten op het achterlijf te wrijven) als het nodig is.

## Levensduur
De Mexicaanse roodpootvogelspin is een langzame groeier en bereikt pas een volwassen formaat na enkele jaren. Ze kunnen echter wel heel oud worden. De vrouwtjes kunnen tot 20 jaar worden.

## Terrarium
Deze spin heeft een terrarium nodig van 40 x 30 x 30 cm met een laag bodemstrooisel (turf) van 10 cm diep en een schuilplaats als een holle boomstronk. De dagtemperatuur moet 25 tot 30 graden bedragen en 's nachts een minimum van 18 graden. De spin moet redelijk vochtig zitten met een luchtvochtigheid tussen 50 en 70%. In het regenseizoen mag deze iets worden opgeschroefd van 60 tot 80%.